# Campeonato Paraense de Futebol de 1926
O Campeonato Paraense de Futebol de 1926 foi a 16.ª edição da principal divisão do futebol do Pará. Organizada pela Liga Paraense de Esportes Terrestres, a competição contou com a participação de seis clubes, todos sediados na capital Belém. O Remo sagrou-se campeão, conquistando seu 10º título estadual, enquanto o Paysandu ficou com o vice-campeonato.

## Participantes
| Equipe         | Cidade | Títulos (mais recente) | Part. |
| -------------- | ------ | ---------------------- | ----- |
| Brazil Sport   | Belém  | 0 (não possui)         | 13    |
| Guarany        | Belém  | 0 (não possui)         | 11    |
| Maguary        | Belém  | 0 (não possui)         | 2     |
| Paysandu       | Belém  | 4 (1923)               | 12    |
| Remo           | Belém  | 9 (1925)               | 14    |
| União Sportiva | Belém  | 2 (1910)               | 16    |

## Premiação
| Campeonato Paraense de 1926  |
| Belém                        |
| ---------------------------- |
| Remo Tricampeão (10º título) |